# Ferdynand I Burgundzki
Fernando Formoso, Ferdynand Piękny (ur. 31 października 1345, zm. 22 października 1383) – dziewiąty król Portugalii panujący od 1367 r.
Syn portugalskiego króla Piotra I i jego drugiej żony – Konstancji Manuel. Po śmierci króla Kastylii Piotra I Okrutnego Ferdynand zgłosił pretensje do tronu kastylijskiego (obok królów Aragonii i Nawarry, a także Jana z Gandawy, księcia Lancaster). Walki o sukcesję zakończyła mediacja papieża Grzegorza XI (1371). Ferdynand miał poślubić Eleonorę Kastylijską, jednak zakochał się w Eleonorze Telles de Menezes (1340–1386) i w 1371 z nią się ożenił. Ich potomstwem byli:
- Beatrycze (1372–1410), królowa Kastylii (jako druga żona Jana I);
- Piotr (1370/1380–1370/1380);
- Alfons (1371/1382–1371/1382).

Nieślubną córką Ferdynanda była Izabela (1364–1395), hrabina Gijón i Noreña, będąca żoną Alfonsa, nieślubnego syna Henryka II Kastylijskiego.
Kastylijski Henryk Trastamara, poprzedni konkurent do tronu, uznając się za oszukanego, wkrótce znów doprowadził do wojny z Ferdynandem, którego wspierał książę Lancaster, liczący nadal na uzyskanie wpływów w Kastylii. Kampanie zakończyły się bez sukcesów obu stron i po śmierci Henryka zawarto pokój (1382 r. w Bajadoz), na mocy którego miało dojść do zawarcia unii poprzez małżeństwo córki Ferdynanda – Beatrycze z Janem I.
Ferdynand zmarł bez męskiego potomka, kończąc tym samym panowanie rodu burgundzkiego na tronie portugalskim. Roszczenia do korony zgłosił jego nieślubny brat – Jan I Wielki i po dwóch latach anarchii został koronowany zapoczątkowując dynastię Aviz.